# Alma (Leuven)
Alma is sinds 1954 het universiteitsrestaurant aan de KU Leuven. Alma baat 11 grote en kleinere locaties uit, in Leuven maar ook in Kortrijk. In 2022 bood Alma 772 000 maaltijden, broodjes en snacks aan, waarnaast ze ook kleine tot grote cateringactiviteiten verzorgden ter gelegenheid van congressen, seminaries, vergaderingen, feesten en andere evenementen. In vergelijking met de jaren voor de coronapandemie ging dit om een halvering van de omzet.
Zij stelden daarbij in 2022 ongeveer 80 voltijdse of deeltijdse medewerkers te werk, die aangevuld werden met tijdelijke medewerkers en jobstudenten. Ook hier daalde het aantal voltijds equivalente personeelsleden van 150 in 2019 naar 65 VTE in 2022.
Alma kan goedkope maaltijden aanbieden dankzij subsidies: de universiteit ontvangt een toelage voor sociale studentenvoorzieningen van het Ministerie van Onderwijs, en kent op haar beurt een deel van dat geld toe aan Alma. In 2021-2022 ontving Alma 1.917.059 euro toelagen, deels van KU Leuven Stuvo (studentenvoorzieningen), deels van KU Leuven zelf. Wegens een strengere toepassing van de  BTW-wetgeving kunnen sinds het academiejaar 2018-2019 enkel nog studenten en personeel in de restaurants terecht. Voordien konden niet-studenten en niet-personeel eten aan een hoger tarief aankopen. Dit impliceerde de integratie van de zogeheten witte kassa, hetgeen te omslachtig en te duur was, gezien het relatief beperkte percentage aankopen door niet-studenten en niet-personeel.

## Geschiedenis

### Ontstaan
Frans Possé, afgestudeerd  burgerlijk ingenieur, kwam op het idee om een studentenrestaurant op te richten. Met toestemming van rector Van Waeyenbergh werd op 15 februari 1954 Alma opgericht. Het eerste bestuur bestond uit 4 studenten, 4 professors en de toenmalige rector. Het eerste restaurant, Alma 1, opende in de Bondgenotenlaan. Voor 24 Belgische frank konden studenten er terecht voor soep, hoofdgerecht en dessert. Tijdens de eerste jaren werkte Alma nog niet echt met personeel, maar met student-vrijwilligers.
De jaren zestig werden gekenmerkt door een enorme stijging van de studentenaantallen en deze evolutie ging aan Alma niet onopgemerkt voorbij. Het aantal verkochte maaltijden steeg van 580 000 in 1960 tot 3,3 miljoen in 1970. Wegens een plaatstekort werd er een tweede vestiging, Alma Twee, geopend in de Parkstraat, ter hoogte van de faculteit sociale wetenschappen. Vanwege de uitbreiding van de universiteit naar Heverlee groeide de nood aan een extra filiaal: Alma 3, geopend in 1968.

### Jaren zeventig
De eerste jaren bleven de prijzen ongewijzigd, maar door de splitsing van de KU Leuven en de UCL in 1968 daalde de omzet van Alma sterk. De personeelsstaking toonde aan dat er een grote nood was aan professioneler beleid. Het gevolg hiervan was een eerste prijsstijging. Daarnaast kreeg het personeel ook vier leden in de Raad van Beheer, waardoor het aandeel van de studenten sterk verminderde.

### Jaren tachtig
Het begin van de jaren tachtig brachten een grote vernieuwing voor Alma: de Centrale Opslag- en Productie-eenheid (COP). Deze zou voor een grote kostenbesparing moeten zorgen door de centrale opslag en bereiding van het eten. In de praktijk bleek de COP veel te groot, deze overcapaciteit kost(te) Alma veel geld.
In dezelfde periode begon ook de prijsdifferentiatie in het studentenrestaurant. Waar bijvoorbeeld eerst een zalmschotel even veel kostte als een spaghetti, ontstond er een prijsverschil, door het doorrekenen van de grondstoffen. Dit stuitte op hevig verzet van de Sociale Raad:  'Solidariteit is er maar tussen studenten die gelijk zijn voor elkaar, wij zijn niet gediend met een onderscheid tussen biefstuk- en gehaktbalstudenten.'  De prijsdifferentiatie werd stelselmatig uitgebreid, waardoor de duurste maaltijd tegenwoordig bijna tweemaal zo duur is als de goedkoopste.

### Jaren negentig - 2000
Door sterk terugvallende verkoopcijfers was Alma 1 genoodzaakt om te verhuizen van de Bondgenotenlaan naar de meer centraal gelegen Tiensestraat. Hierdoor werd Alma 1 gesloopt. Sindsdien is Alma Twee de oudste, nog bestaande Alma. 

### Na 2000
Met de financiële situatie van Alma ging het intussen van kwaad naar erger: jaar na jaar worden er prijsstijgingen doorgevoerd, terwijl de omzet blijft dalen. Tussen 2001 en 2003 daalde de omzet bijvoorbeeld al voor het derde jaar op rij van 8 naar 7 miljoen euro. 2003 was ook het derde jaar op rij waarin er verlies werd gemaakt. Zonder ernstige wijzigingen in de structuur en het beleid van Alma was een faillissement onafwendbaar.
In 2018 koos de toenmalige directie van Alma ervoor populaire maaltijden zoals vol-au-vent met frietjes en spaghetti bolognese meer van het menu te weren. Vooral het niet meer bedienen van frieten in Alma 2 raakte aan de populariteit van Alma als studentenrestaurant. In de plaats kwamen gezondere en vegetarische alternatieven, zoals burgers zonder vlees of tofoe. In april 2024 werd de keuze teruggedraaid, "Mensen te veel pushen richting gezond alternatief heeft averechts effect". En Alma installeerde terug friteuses in Alma 2 en serveerde terug frieten.

## Vestigingen

### CentrumLeuven
- Alma 1
- Alma Twee
- Campus Groep T
- 't Academisch kwartier

### Campus Arenberg
- Alma 3
- ESAT2
- De Moete
- Alma Quadrivium

### CampusGasthuisberg
- Alma Gasthuisberg

### Buiten LeuvenCampus KulakKortrijk
- KULAK Restaurant
- KULAK Campus HAL A Broodje app